# Tatort: Verhängnisvolle Begierde
Verhängnisvolle Begierde ist ein Fernsehfilm aus der Kriminalreihe Tatort der ARD, des ORF und SRF. Der Film wurde vom MDR unter der Regie von Michael Lähn produziert und am 26. August 2001 erstmals ausgestrahlt. Es handelt sich um die Tatort-Folge 477. Für den Kriminalhauptkommissar Bruno Ehrlicher und seinen Kollegen Kain  ist es der sechste Fall, in dem sie in Leipzig ermitteln.

## Handlung
Karl Wasberg leitet ein kleines Familienunternehmen, in welchem Klimaanlagen hergestellt werden. Sein Sohn arbeitet als Bauleiter und die Schwiegertochter ist für den Einkauf zuständig. Als er mit ihr zusammen sein Motorsegelboot betritt, wird Sonja Wasberg getötet und er selber schwer verletzt. Ein Anschlag ist offensichtlich und die Kommissare Ehrlicher und Kain ermitteln. Der Bootswart hatte einen Motorradfahrer eilig wegfahren sehen, aber auch verdächtige Autospuren werden gefunden.
Kommissar Ehrlicher sucht zunächst Lisa Wasberg auf, um ihr die Nachricht vom Tod der Schwiegertochter zu überbringen, die mit in der Villa der Wasbergs wohnte. Danach begeben sich die Ermittler in die Firma, um auch den Ehemann der Getöteten zu unterrichten. Dabei stellen sie Spannungen fest, die sich zwischen Vater und Sohn aufgebaut haben, die auch noch von Stefan Holl, dem neuen Bauleiter gefördert werden. Von einem der Bauarbeiter wurde ein Motorradfahrer beobachtet, der dem Seniorchef gefolgt war. Falls der Anschlag von einem Konkurrenten der Firma stammen sollte, wollen sich die Ermittler auch in dieser Richtung umsehen. Doch sie können hier kein rechtes Motiv finden. Kain recherchiert über Stefan Holl, der seit zwei Jahren in Wasbergs Firma arbeitet und bei den Mitarbeitern nicht übermäßig beliebt ist. Teilweise gilt er als Intrigant und hat offensichtlich hohe Schulden aus Spekulationsgeschäften.
Da die Kommissare bei ihren Ermittlungen nicht so recht vorwärtskommen, beleuchten sie auch das private Umfeld und vermuten, dass Karl Wasberg mit seiner Schwiegertochter ein Verhältnis hatte. Eine Nachfrage im Stammhotel bestätigt diese These. Nachdem Ehrlicher und Kain herausfinden, dass Hajo Wasberg sehr wahrscheinlich nicht der biologische Vater von Fabian ist und er dieses vor kurzem erfahren hatte, wird er ins Präsidium gebracht und verhört. Er leugnet, etwas mit dem Anschlag zu tun zu haben.
Inzwischen kann der mysteriöse Motorradfahrer identifiziert werden. Stefan Holl hatte sich die Maschine ausgeliehen und seinem Chef nachspioniert. Als die Kommissare ihn aufsuchen wollen, finden sie ihn erschlagen in seiner Wohnung und halten wiederum Hajo Wasberg für den Täter. Diverse Fotos, die Holl bei seinen Observierungen gemacht hatte, legen den Verdacht nahe. Allerdings war er zur Tatzeit noch in seiner Firma und ist diesbezüglich entlastet. Ehrlicher war hingegen aufgefallen, dass Ellen Baumann, die Sekretärin der Wasbergs, sehr um ihren Juniorchef besorgt ist und ihm sogar ein falsches Alibi gegeben hatte. Er kann nach einer DNA-Analyse beweisen, dass sie mit dem Wagen am See gewesen war, dessen Reifenspuren dort gefunden wurden. Nachdem sie ein weiteres Beweisstück vernichten will, kann Ellen Baumann gestellt werden und sie räumt ein, Hajo heimlich zu lieben. Seine Frau hätte ihn nur benutzt und er es nicht bemerkt. Dass Karl Wasberg zum gleichen Zeitpunkt mit auf dem Boot war, hätte sie nicht ahnen können.
Nachdem Karl Wasberg aus dem Krankenhaus wieder in seine Villa zurückkehren will, begegnet ihm seine Frau mit Ablehnung. Auch sie weiß inzwischen von dem Verhältnis ihres Mannes und will ihn sowohl aus der Firma, die im Prinzip ihr gehört, und aus der Wohnung setzen. Die Situation eskaliert, als sie erfährt, dass ihr Mann Fabians eigentlicher Vater ist und zum Glück erscheinen Ehrlicher und Kain. Lisa Wasberg gibt bei der Gelegenheit zu, auf Holl eingeschlagen zu haben, nachdem er sie mit belastenden Fotos erpressen wollte. Sie hätte wild um sich geschlagen und nicht gewollt, dass er dabei zu Tode kommt.
Ehrlicher muss bei dem Konflikt zwischen den Wasbergs auch an seinen Sohn denken, zu dem er nun wieder Kontakt aufnimmt.

## Rezeption

### Einschaltquoten
Bei seiner Erstausstrahlung am 26. August 2001 wurde die Folge Verhängnisvolle Begierde in Deutschland von 4,07 Millionen Zuschauer gesehen, was einem Marktanteil von 20,50 Prozent entsprach.

### Kritik
Die Kritiker der Fernsehzeitschrift TV Spielfilm vergaben für diesen Tatort nur eine mittlere Wertung und schrieben: „Ein brav inszenierter Fall um familiäre Abgründe. Fazit: Fahndern und Film fehlt es an Elan“.